# Hao (atolón)
Hao o Haoringi es un atolón de las Tuamotu, en la Polinesia Francesa. Está situado en el centro y al este del archipiélago, a 920 km al este de Tahití. Es la capital de la comuna homónima que incluye las comunas asociadas de Amanu y Hereheretue.

## Historia
Hao fue descubierto en el 1606 por el explorador portugués al servicio de España, Pedro Fernández de Quirós, que la llamó Isla La Conversión de San Pablo en honor al evento bíblico vivido por el apóstol, santo y mártir, Pablo de Tarso. El explorador francés Louis Antoine de Bougainville tomó posesión de ella los días 23 y 24 de marzo de 1768 y la bautizó como Île de la Harpe. El 5 de abril de 1769, el navegante británico James Cook desembarcó en el atolón, al que bautizó con el nombre de Bow Island. El 28 de abril de 1823, el navegante francés Louis Isidore Duperrey, a bordo de su barco La Coquille, se detuvo allí durante un día, luego fue el turno de Frederick William Beechey de visitarlo el 16 de febrero de 1826 durante cinco días y Edward Belcher a partir del 5 de marzo de 1837 durante casi un mes.

### Época moderna
En el siglo XIX, Hao se convirtió en un territorio francés con una población de casi 400 habitantes indígenas alrededor de 1850, lo que lo convierte en uno de los más poblados de las Islas Tuamotu. El atolón fue entonces evangelizado con la fundación de la parroquia de Saint-Pierre en 1852 y la construcción en 1870 de la iglesia homónima adscrita a la diócesis católica de Papetee, que incluye también (desde 2004) la iglesia de Saint-Paul construida en 1877 en el atolón de Amanu.
En 1903, Hao sufrió un gran ciclón.

### Hao y el Centro Experimental del Pacífico
Durante la década de 1960, Hao fue la base de avanzada del Centro de Experimentación del Pacífico (CEP) para las pruebas nucleares francesas, lo que provocó un fuerte crecimiento demográfico (la población de Hao pasó de 194 habitantes en 1962 a 1.582 en 1996) con el desarrollo de la pequeña ciudad de Otepa. Entre 1963 y 1965 se construyó la base aérea 185, que sirvió de puente aéreo y marítimo para el material a los atolones de Mururoa y Fangataufa.
El 30 de junio de 2000, las fuerzas armadas se retiraron del atolón y entregaron la infraestructura al gobierno territorial, que deseaba utilizarla para desarrollar el turismo ante el incierto futuro económico del atolón. En 2009, el ejército emprendió un proyecto a gran escala para desmantelar sus antiguas instalaciones. Este proyecto debería durar seis años y costar siete mil millones de francos CFP. Una empresa del Grupo de servicio militar adaptado de Polinesia Francesa (GSMA) estuvo presente hasta 2010.

## Economía
Durante la década de 1960, la base del Centro Experimental del Pacífico generó la mayor parte de la actividad económica del atolón. Las infraestructuras construidas durante estos años son numerosas: un importante aeródromo con una pista de 3.380 m (clasificada por la NASA como pista de aterrizaje de emergencia en caso de problema técnico del transbordador espacial Columbia), un puerto de carga, una carretera de 15 km, unidades de desalinización, generadores eléctricos y un hospital.

### Pesca, cultivo de perlas y acuicultura
Desde el año 2000, las actividades del sector privado del atolón están relacionadas principalmente con el cultivo de perlas, la pesca (con la exportación a Tahití de unas diez toneladas de marisco al año) y la recolección de copra.

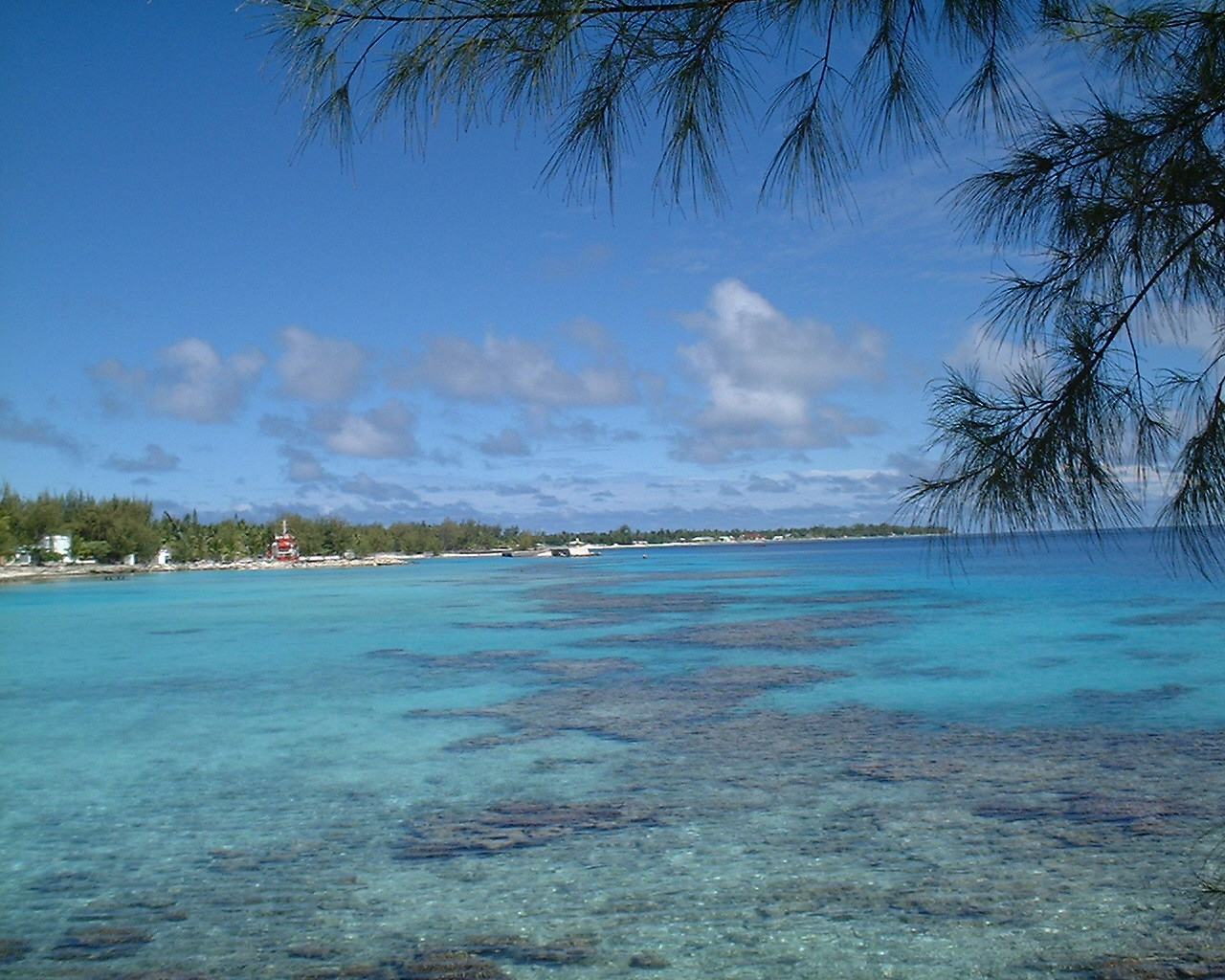
Vista del Atolón de Hao

El 23 de agosto de 2017, el empresario chino Wang Cheng, presidente de la empresa Tahiti Nui Ocean Foods, anunció en Papeete su intención de invertir 1.300 millones de euros (1.500 millones de dólares) para crear una granja de acuicultura en Hao que podría llegar a producir hasta 50.000 toneladas anuales de peces de laguna (principalmente meros y napoleones, pero también pepinos de mar) para su exportación El gobierno de la Polinesia Francesa apoya el proyecto, que lleva cinco años de gestación, y que, según su promotor, debería permitir la creación teórica de cerca de trescientos puestos de trabajo durante los treinta meses de construcción, y quinientos empleos (el 90% de los cuales deberían atribuirse a polinesios) desde el inicio de las operaciones, permitiendo la diversificación de la actividad económica del atolón, despoblado desde la retirada del ejército francés. En marzo de 2018 se llevaron a cabo algunos movimientos de tierra, pero las obras, que debían estar terminadas en 2020, se posponen regularmente.
Por un lado, se están planteando muchas preguntas sobre el impacto medioambiental del proyecto, lo que está provocando la preocupación de muchos representantes electos. Además, el 25 de febrero de 2020, el director de la empresa encargada de la obra fue condenado a tres años de prisión en suspenso por falsificación. En diciembre de 2019, Wang Cheng fue escuchado por los investigadores en el marco del sistema de audiencias abiertas como parte de una investigación preliminar sobre las sospechas de "abuso de bienes sociales" iniciada en enero de 2019 por la sección de investigación (SR) de la gendarmería de Papeete.

### Sector terciario y servicios públicos
El aeródromo de Hao acoge, por término medio, unos 800 vuelos y entre 12 y 15.000 pasajeros al año, el 30% de los cuales están en tránsito.

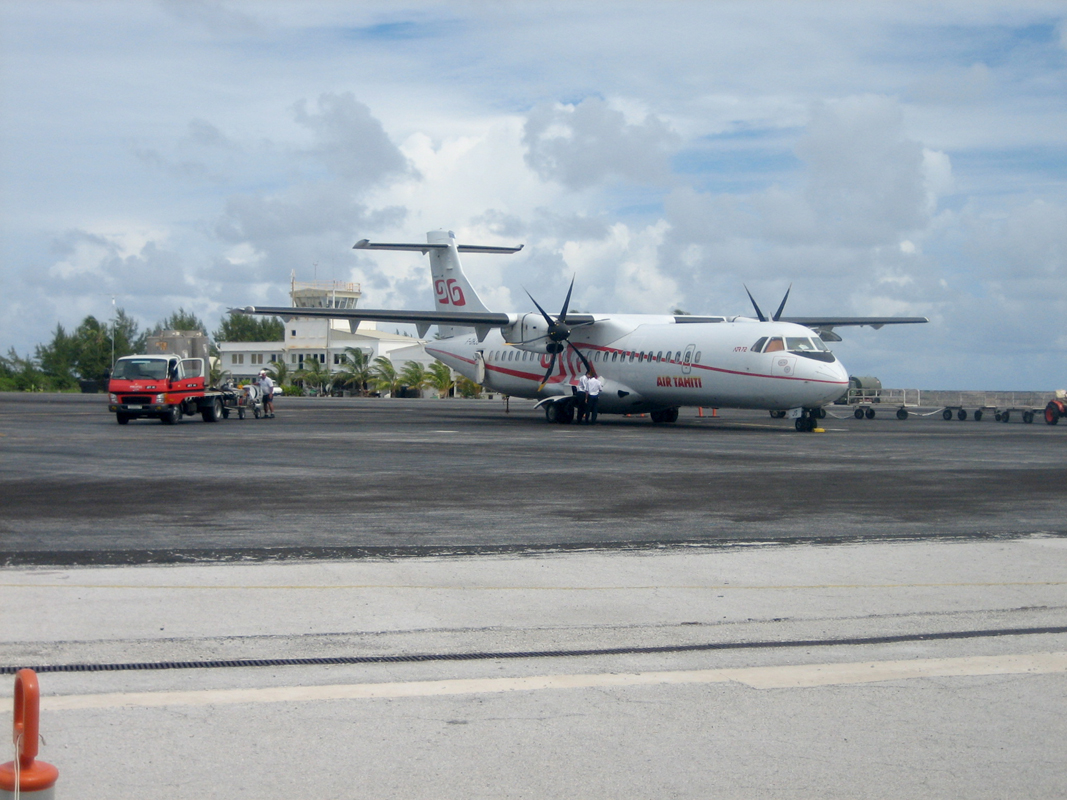
Aeropuerto de Hao

El municipio también alberga una escuela secundaria para los niños de los atolones Tuamotu y Gambier del sur, así como, desde hace unos años, el Centro de Educación en Tecnologías Apropiadas para el Desarrollo (CETAD), un instituto de formación profesional especializado en las profesiones relacionadas con el mar. La mayoría de los profesores vienen de la Francia metropolitana por un periodo de dos o cuatro años.
Hao adquirió una moderna planta desalinizadora en 2005. La electricidad es suministrada permanentemente por generadores (EDT-ELECTRA). En 2006, el municipio se dotó de alumbrado público alimentado por dos turbinas eólicas y paneles solares. Por último, el desembarco del cable submarino Natitua y su puesta en servicio en diciembre de 2018 permite conectar a Hao con Tahití y con la Internet global de alta velocidad.

## Geografía
Es un atolón de forma alargada, de 50 km de largo y 14 km de ancho. La superficie total es de 47 kilómetros cuadrados, y la altitud máxima es de 3 m. La laguna es una de las más grandes de la Polinesia Francesa, con 720 km², que sólo se abre al océano por un único paso donde se producen fuertes corrientes.
El clima es marítimo, donde una temperatura que oscila entre 23 y 32 °C a lo largo del año. La ausencia de relieve hace que los vientos alisios alejen las nubes y, por lo tanto, las precipitaciones son relativamente moderadas.
Las infraestructuras construidas en los últimos años son importantes: un aeropuerto con una pista de 3.380 m, un puerto de carga, una carretera de 15 km, desalinizadoras, generadores eléctricos y un hospital militar.

## Demografía
La villa principal es Otepa, y la población era de 1066 habitantes en el censo del 2012, con un fuerte incremento demográfico desde que se estableció la base del Centro de Experimentación del Pacífico (CEP) para las pruebas nucleares. Sin embargo en el último censo realizado en 2017 se nota una ligera caída en el número de pobladores alcanzado 1027 personas. 

### Religión
La mayor parte de la población del Atolón es seguidora del cristianismo como resultado de la actividad misionera de grupos tanto Católicos como protestantes y de la colonización francesa. La iglesia católica inicio su actividad en la región en el siglo XIX y posee un edificio religioso en el área llamado Iglesia de San Pedro (Église de Saint-Pierre), localizado en Otepa la localidad más grande de la isla y adscrito a la Arquidiócesis metropolitana de Papeete con sede en la isla de Tahití.